# Huracán Félix
El huracán Félix fue la sexta tormenta en recibir dicho nombre, quinto ciclón tropical y segundo huracán de la Temporada de huracanes del Atlántico de 2007. Su formación se da a partir de una onda tropical al este del océano Atlántico donde le favoreció un desarrollo muy acelerado durante el día 31 de agosto, 1 y 2 de septiembre de 2007.
Inusualmente, durante el día el 2 de septiembre, incrementó su intensidad en tres ocasiones. A las 6:00 p. m. Tiempo del Este (00:00 UTC, 3 de septiembre) alcanzó la categoría 5 en la escala de Saffir-Simpson. El 4 de septiembre penetró en tierra en la costa noreste de Nicaragua disminuyendo su intensidad considerablemente a tormenta tropical.
Este ciclón tropical siguió una ruta muy similar a la del huracán Dean, solo a poco más de una semana de que este último azotara a varios países en el mar Caribe y dejara decenas de víctimas hasta su disipación en México, Félix mantuvo un desplazamiento hacia el oesnoroeste, mientras que Dean siguió una trayectoria hacia el noroeste.

## Historia meteorológica

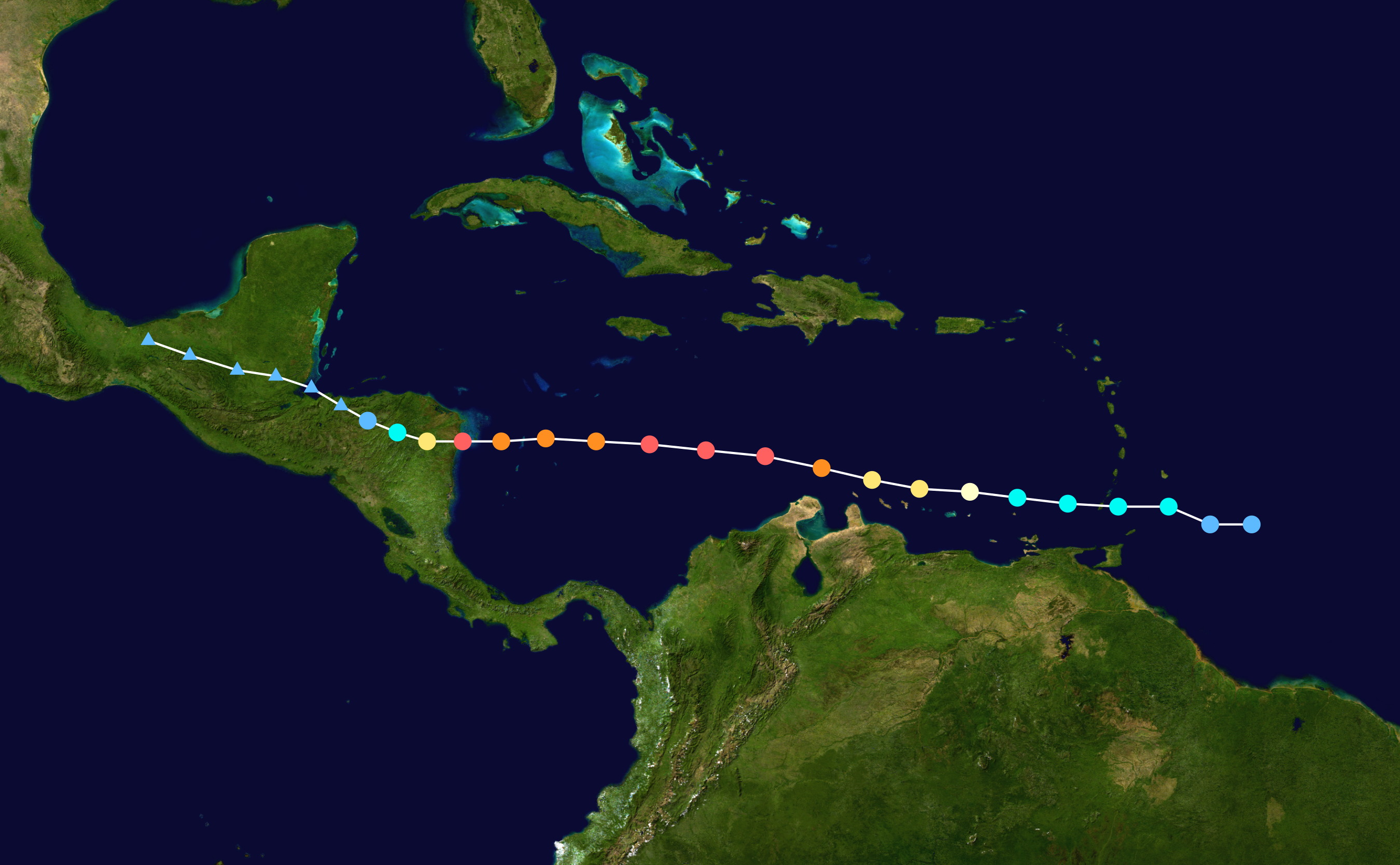
Trayectoria del Huracán Félix

El 31 de agosto de 2007, se formó la Depresión Tropical n.º 6 al este de las Islas de Barlovento en el océano Atlántico. Para la 01:00 UTC se localizó a 3.170 km al estesudeste de las costas de Quintana Roo, en la península de Yucatán, Para ese momento registró vientos sostenidos de 55 km/h con rachas de hasta 75 km/h.
A las 12:00 UTC del 1 de septiembre asciende al grado de Tormenta Tropical con el nombre de Félix alcanzando los 75 km/h y localizándose a 120 km al oesnoroeste de la isla de Granada con desplazamiento hacia el oesnoroeste a 30 km/h con dirección a Honduras y al sur de la península de Yucatán. A las 15:00 UTC se localizó a 730 km al sudsudeste de San Juan, Puerto Rico intensificando sus vientos a 100 km/h con rachas de hasta 120 km/h. A las 21:00 UTC se localizó a 500 km al este de la isla de Aruba, asimismo incrementó su intensidad de sus vientos a 110 km/h con rachas de hasta 140 km/h.
Para las 19:00 AST (00:00 UTC Sep/2), Felix se convierte en huracán de categoría 1 en la escala de Saffir-Simpson con vientos sostenidos de 120 km/h y rachas de hasta 155 km/h localizándose a 435 km al este de la isla de Aruba y a 2.395 km al estesudeste de las costas de Quintana Roo, en México.

El Huracán Félix visto desde la Estación Espacial Internacional.

A las 3:30 AST (07:30 UTC), Felix del 2 de septiembre alcanzó la categoría 2 en la escala de Saffir-Simpson con vientos sostenidos de 160 km/h. Para las 14:00  AST (18:30 UTC) siguió desarrollándose y alcanzó los 205 km/h ascendiendo a la categoría 3 en la escala de Saffir-Simpson y a su vez descendiendo su presión mínima a 964 mbar y localizándose a 790 km al sudeste de Kingston, Jamaica. Al situarse en esta categoría, Félix se convirtió en el segundo "Huracán Mayor" (Huracán Major) de la Temporada de huracanes del Atlántico, 2007.
Para las 17:00 AST (21:00 UTC), Felix incrementó la velocidad de sus vientos a 220 km/h y rachas de hasta 270 km/h lo que lo hizo ascender a categoría 4. Inusualmente, para las 8:00 AST (00:00 UTC) ya había alcanzado la categoría 5 con intensos vientos de 270 km/h y rachas de hasta 325 km/h localizándose a 625 km al sudeste de Kingston, Jamaica con dirección al oesnoroeste a 30 km/h. El 4 de septiembre, Félix toco tierra en la costa a las 07:00 h Tiempo del Centro (12 UTC) con vientos sostenidos de 260 km/h y rachas de hasta 310 km/h al noreste de Nicaragua.
A las 19.00 Tiempo del centro (00 horas UTC 5/sep), Félix descendió su intensidad a Tormenta tropical con vientos sostenidos de 95 km/h y rachas de 120 km/h localizándose en tierra a 200 km al este de Tegucigalpa, Honduras con un desplazamiento hacia el oeste a 21 km/h.
A las 4.00 Tiempo del Centro (09:00 UTC), Félix se degradó a Depresión tropical en territorio nicaragüense disipándose más tarde en Honduras.

## Preparativos
El 1 de septiembre, se emitió un aviso de tormenta tropical para las islas de Aruba, Bonaire, Curazao y Granada, el cual señala que se presentarían condiciones de Tormenta Tropical en fuertes lluvias, intensos vientos y oleaje moderado para las 24 h siguientes.
Félix, al ascender al grado de huracán de categoría 1, se lanzó una advertencia de tormenta para San Vicente y las Granadinas, Trinidad y Tobago, y Granada y sus dependencias. Para el 2 de septiembre, se cerró el aeropuerto de la isla hasta que pasara el huracán.

### Jamaica
Ante la precisión del pronóstico sobre el desplazamiento de Félix, el Gobierno de Jamaica emitió una alerta previa de tormenta tropical para la isla.

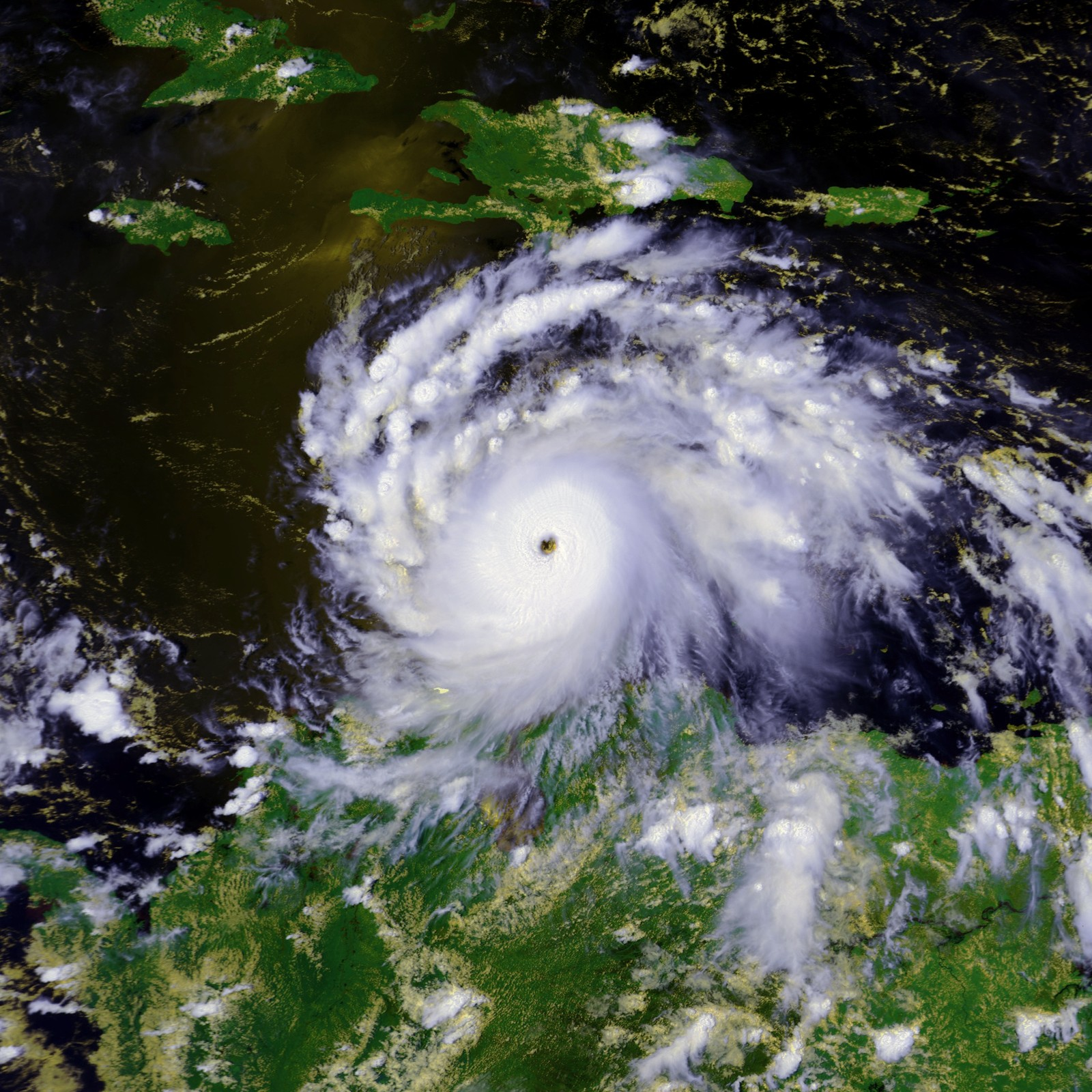
El Huracán Félix cercano a la costa norte de Colombia y Venezuela el 2 de septiembre.

### Nicaragua
Ante la llegada del huracán se decretó alerta roja la zona norte y sur del Caribe nicaragüense (regiones autónomas del Atlántico Norte y Atlántico Sur) y alerta verde al resto del país. El Ejército, la Policía Nacional, la Cruz Roja Nicaragüense y los cuerpos de bomberos se alistaron para el desastre. A las 12:20 a. m. del martes 4 de septiembre el presidente Daniel Ortega Saavedra declaró la Región Autónoma del Atlántico Norte (RACCN) en estado de alerta. Los colegios y las iglesias moravas sirvieron de refugio a la población.

### Honduras
A las 11 a. m. Tiempo del Centro del 2 de septiembre, el gobierno de Honduras emitió una vigilancia de huracán desde Limón, hasta la frontera con Nicaragua, en espera de la evolución del Huracán Félix, calificado como potencialmente catastrófico.
El domingo, 2 de septiembre, la Comisión Permanente de Contingencias (Copeco) declaró alerta "amarilla" (Preventiva) en los departamentos de Gracias a Dios, Colón, Atlántida, Islas de la Bahía y la zona norte de Olancho y alerta verde el departamento de Cortés, estos localizados al norte y noroeste del país ante el acercamiento y muy probable paso del huracán Félix en los próximos días. Para el 3 de septiembre, la Comisión Permanente de Contingencias (COPECO) informó la evacuación de alrededor de 3,000 turistas, en su mayoría en la isla de Roatán, departamento de Islas de la Bahía. A su vez, la Dirección de Aeronáutica Civil de Honduras dio a conocer que con el propósito de asegurar la infraestructura portuaria se cerraron los aeropuertos de Toncontín de Tegucigalpa, Ramón Villeda Morales, en la ciudad de San Pedro Sula, el Golosón en el puerto de La Ceiba, y el Juan Manuel Gálvez en la isla de Roatán en el mar Caribe.

### Colombia
La zona sur de la Isla de San Andrés fue evacuada en desarrollo de las medidas de Prevención de desastres.

### México
El 2 de septiembre, el Centro Nacional de Huracanes lanzó un aviso a los empleados de las plataformas petroleras del golfo de México estar pendientes de su trayectoria y extremar precauciones ante la posible llegada del meteoro en un lapso de cuatro o cinco días.
La Dirección Estatal de Protección Civil en el estado de Quintana Roo, decretó la alerta "verde" (peligro bajo-acercamiento-prevención) en la toda la entidad, ante el acelerado desarrollo y desplazamiento de Félix y el Servicio Meteorológico Nacional lo clasificó como extremadamente peligroso.

## Impacto

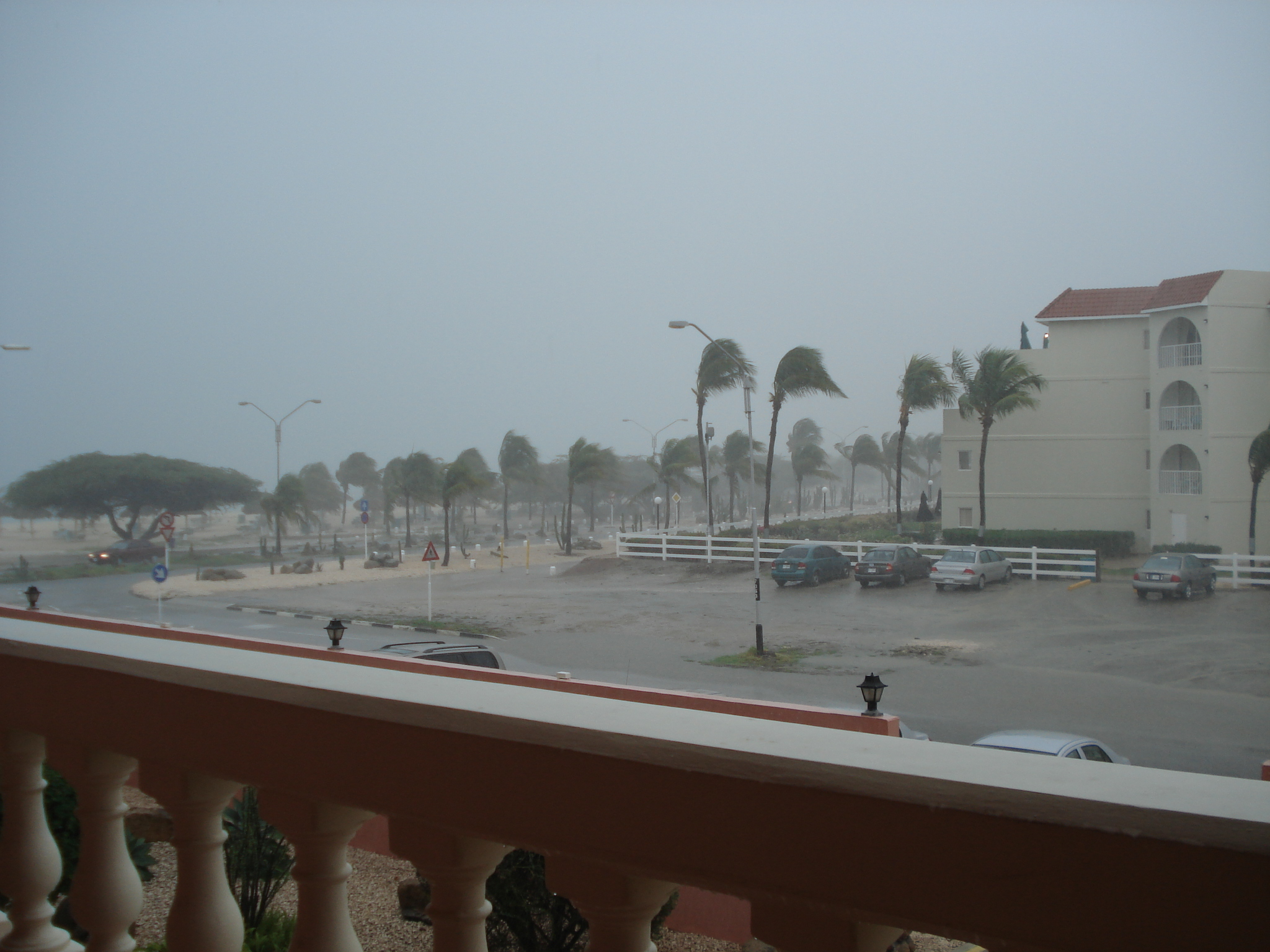
Efectos del huracán Félix en su paso por la isla de Aruba.

Alrededor de las 12:00 (UTC) del 1 de septiembre se registraron ráfagas de viento de 74 km/h en la isla de Barbados, al mismo tiempo en San Vicente y las Granadinas se registraron intensos vientos de 71 km/h.
El ciclón tropical produjo precipitaciones intensas a su paso por las Islas de Barlovento, así como inundaciones de consideración en Trinidad y Tobago. Félix también registró intensos vientos en la isla de Granada, los cuales provocaron la suspensión de energía eléctrica así como la destrucción de la azotea de dos casas, devastación de huertas y la demolición de un popular auditorio de conciertos. A su vez, dejó fuera de funcionamiento a canales de televisión y estaciones de radio, y desató a los botes de sus anclas, sin reportar víctimas.
El domingo, 2 de septiembre, Félix azotó la isla de Aruba, Curazao y Bonaire con cuantiosas lluvias e intensos vientos que provocaron apagones y obligaron a miles de turistas a refugiarse en los hoteles.
El 3 de septiembre, el huracán se desplazaba directamente hacia Honduras, pero inesperadamente hizo un giro hacia la Región Autónoma del Atlántico Norte (RAAN), la costa noreste de Nicaragua, entrando al país con categoría 5 a las 5:55 a. m. Tiempo del Centro del martes 4 afectando primero a los Cayos Miskitos (islas frente a la RAAN causando los primeros muertos) y después a la ciudad de Bilwi (también llamada Puerto Cabezas) capital de dicha región. En ese lugar, Félix causó destrucción en las casas de madera arrancando láminas de los techos de zinc y dejando incomunicada a la ciudad, excepto la comunicación por celular. Destruyó las instalaciones de la Universidad de las Regiones Autónomas de la Costa Caribe de Nicaragua (URACCAN), las cuales servían de refugio a la gente. También causó daños en el municipio de Waspán a orillas del río Coco, fronterizo con Honduras; en la RAAN hubo un reporte preliminar de 159 muertos. También, Félix pasó por el Cabo Gracias a Dios.

## Víctimas de Félix
El número de muertos tras el paso del huracán Félix por Nicaragua se elevó a 159 y los damnificados a más de 600 mil según fuentes oficiales. El huracán embistió el martes el Caribe norte nicaragüense con vientos de 260 km/h y categoría cinco en la escala Saffir-Simpson, también dejó decenas de heridos y más de 600 desaparecidos, según diversas fuentes, radio fue una de ellas.
El ciclón , bajó de intensidad hasta convertirse el miércoles 5 de septiembre en un sistema de baja presión, en territorio hondureño, además destruyó cerca de nueve mil viviendas y dejó a casi 16 mil personas desplazadas distribuidas en 76 albergues en el litoral del Atlántico norte. Según reportes oficiales existen 6,122 familias afectadas, más de 40.000 personas damnificadas y al menos 15.809 desplazados, distribuidos en 76 albergues instalados en todo el litoral atlántico norte. Además de 200 desaparecidos según datos de la población afectada.
La Barra de Sandy Bay fue la más afectada, donde casi no quedó nada de sus 3,500 viviendas. La magnitud del Huracán hizo mucho daños a las casas, carreteras, árboles y muchos de los tendidos eléctricos. Esto causando que las personas afectadas quedaran sin comunicación y luz. Otras de las comunidades más afectadas fue Tasba Pi, la cual tiene 20 mil pobladores sin hogar. Las ayudas han tenido que ser aéreas debido a que las rutas por tierra están deterioradas y algunas destruidas por ríos.
“Félix” dejó a su paso por Nicaragua severos daños materiales pues hizo colapsar la comunicación terrestre, destruyó totalmente cerca de 7.895 viviendas y otras 400 de forma parcial, y hay aldeas en las que un 80 por ciento de las casas quedaron sin techo. Deterioró la infraestructura vial, de telecomunicaciones y de fluido eléctrico de la zona. Ante la magnitud de los daños causados, el gobierno decretó el miércoles 5 de septiembre “estado de desastre”.

## Retiro del nombre
- Felix fue retirado por la OMM en primavera del 2008 como consecuencia de los daños causados en Nicaragua, el nombre Fernand lo sustituyó en la temporada 2013.